# Juan Martínez de Recalde

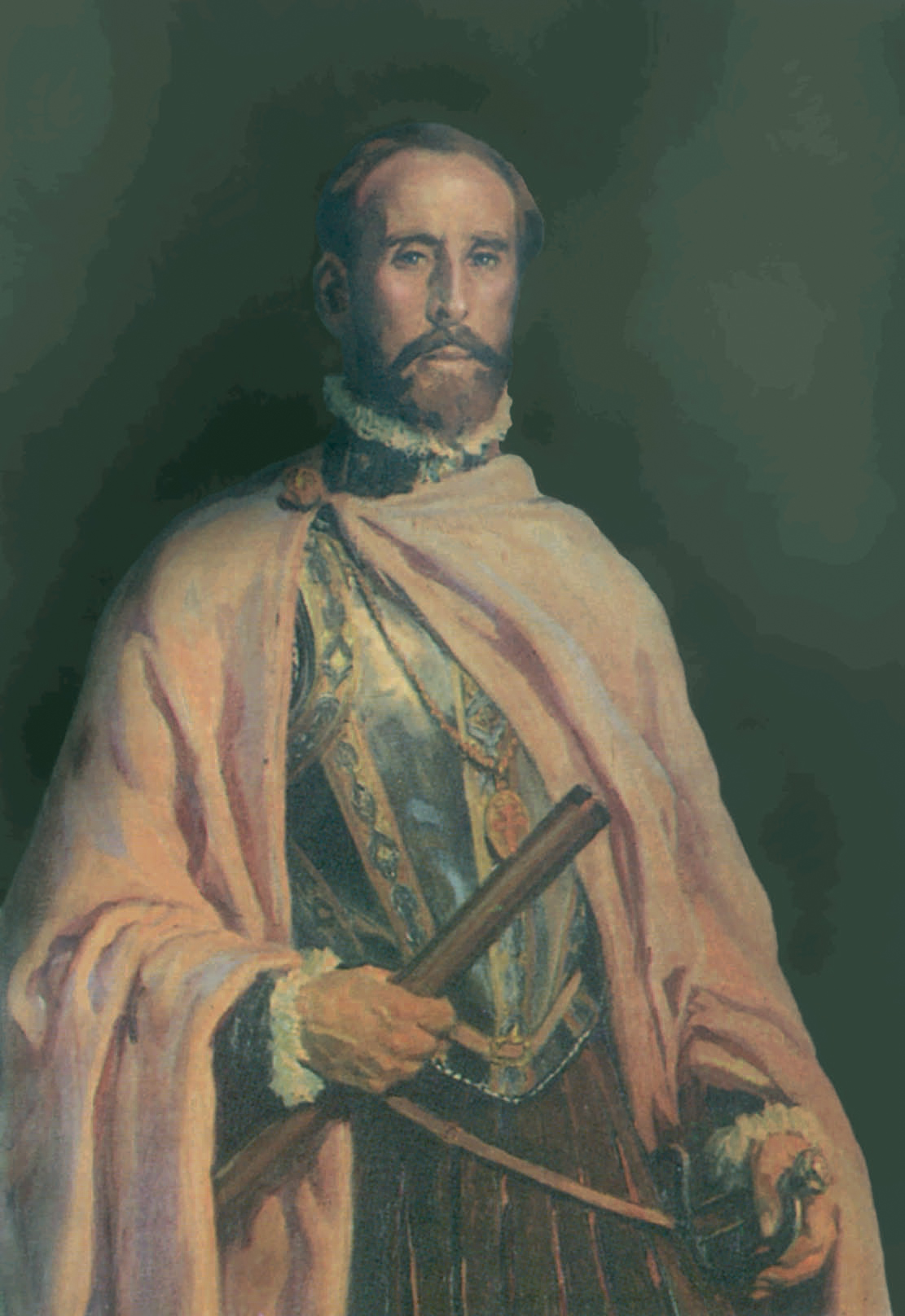
Juan Martínez de Recalde

Juan Martínez de Recalde, almirante espanhol do século XVI, nascido em Bilbao e falecido em 1588.